# Варнов
Варнов, або Варноу — річка в німецький землі Мекленбург-Передня Померанія.
Бере початок на Мекленбурзькому озерному плато. Біля міста Росток створює розширення (Унтерварноу), яке у Варнемюнде впадає в Мекленбурзьку бухту Балтійського моря біля міста Росток.
- Довжина 130 км.
- Сточище 3,2 тисяч км²

Назва річки має слов'янське походження (річка Ворони). В межах міста Росток річка створює солонуватий лиман, носить назву Нижня Варнов (Унтерварноу), нім. Unterwarnow.
У гирлі річки розташовується важливий пункт поромного сполучення в Північній Європі. По берегах річки крім портових споруд розташовуються підприємства суднобудівельної і судноремонтної промисловості, верфі, яхт-клуби.
У 2003 p. був відкритий тунель через Варнов, що з'єднує Росток із західним берегом річки.
Судноплавна до міста Бютцов (до Ростока — для морських суден).